# Anapisa parachoria
Anapisa parachoria là một loài bướm đêm thuộc phân họ Arctiinae, họ Erebidae.